# 原尞
原 尞（はら りょう、1946年12月18日 - 2023年5月4日）は、日本の推理作家。本名は原 孝。私立探偵沢崎を主人公とするハードボイルド小説で人気を博した。1989年直木賞受賞。佐賀県鳥栖市在住。

## 経歴
佐賀県鳥栖市生まれ。福岡県立福岡高等学校を経て、九州大学文学部美学美術史科卒業。福岡高校の同期に医師の中村哲がいる。
大学卒業後の1969年春、上京。設立されたばかりのCBS・ソニーに「公募で入社した最初の“新卒”の社員」として入社し、企画部に配属される。地方の大学から入社した唯一の新卒社員だったという。だが会社員生活は性に合わず、ほとんど仕事をすることなく２か月で退社。その後、フリージャズ・ピアニストとして活動し、高木元輝や阿部薫らと共演した。1971年、日本幻野祭に高木元輝トリオのメンバーとして出演。このときの演奏は『幻野』のタイトルでレコード化されている。
その後、帰郷して執筆に専念。1977年ごろに小説を執筆する気持ちをおこし、その1、2年後には私立探偵小説を書くと思い定める。1980年秋、レイモンド・チャンドラーのフィリップ・マーローがチェスを指していることに影響され、自身の小説に囲碁を登場させることを考えて、また、同1980年の第5期名人戦での「無勝負局」の影響もあり、大竹英雄九段のファンとなる。大竹英雄を描いた井口幸久の著書『石心: 囲碁棋士・大竹英雄小伝』（石風社、2013年）でも、原の小説に大竹およびその棋譜が登場することが言及され、同著書の末尾に「人間の魅力について」と題して大竹のファンである経緯を書いた原のエッセイが掲載されている。
『そして夜は甦る』(当時は別題)の原稿が完成して、早川書房以外考えられず、郵送で持ち込みする。1988年、西新宿に事務所を構える中年私立探偵・沢崎を主人公とした『そして夜は甦る』で作家デビュー。同作は山本周五郎賞候補となった。1989年、第2作『私が殺した少女』で直木賞を受賞。
作品は自身も愛読したレイモンド・チャンドラーの作品群に影響を強く受けており、原はその事やチャンドラーへの憧れ、敬意を表明している。また、『そして夜は甦る』の「あとがきにかえて」では『ひとつのハードボイルド論 - マーロウという男』という、沢崎と同作に登場したライター・佐伯とがフィリップ・マーロウについて語り合う内容のものを執筆している。
第1作から第2作『私が殺した少女』発表まで1年半、第2作から第3作『さらば長き眠り』発表までが6年（短編集を挟む）、第3作から第4作『愚か者死すべし』発表まで9年、第4作から第5作『それまでの明日』発表まで14年を要しており、デビュー以来30年で長編5作、短編集1冊、エッセイ集1冊（文庫化にあたり2分冊）と、自他ともに認める寡作、遅筆作家である。原自身、第1作から第2作の発表まで1年半をかけたことに関して、「われながら困惑するほどの遅筆ぶり」であると、あとがきで述べている。しかし、刊行した書籍は必ず10万部を超えるほどの人気だった。
2023年5月4日、福岡県の病院で病気の為死去。76歳没。

## 文学賞受賞・候補歴
- 1989年
  - 『そして夜は甦る』で第2回山本周五郎賞候補[1]。
  - 『私が殺した少女』で第102回直木三十五賞受賞[1]。
- 1990年
  - 『私が殺した少女』でファルコン賞受賞、第43回日本推理作家協会賞長編部門候補。
- 1991年
  - 『天使たちの探偵』で第9回日本冒険小説協会大賞最優秀短編賞受賞、第44回日本推理作家協会賞短編および連作短編集部門候補。
- 2019年
  - 『それまでの明日』で第72回日本推理作家協会賞長編および連作短編集部門候補。

## ミステリー・ランキング
- このミステリーがすごい!
  - 1988年 - 『そして夜は甦る』2位
  - 1989年 - 『私が殺した少女』1位
  - 1990年 - 『天使たちの探偵』5位
  - 1995年 - 『さらば長き眠り』5位
  - 2005年 - 『愚か者死すべし』4位
  - 2018年 - 『それまでの明日』1位

- 週刊文春ミステリーベスト10
  - 1988年 - 『そして夜は甦る』7位
  - 1989年 - 『私が殺した少女』2位
  - 1995年 - 『さらば長き眠り』3位
  - 2018年 - 『それまでの明日』2位

- ミステリが読みたい!
  - 2018年 - 『それまでの明日』1位

## 作品

### 長編小説
- 『そして夜は甦る』（早川書房 1988年4月 / ハヤカワ文庫JA 1995年4月 / ハヤカワ・ポケット・ミステリ 2018年4月）
- 『私が殺した少女』（早川書房 1989年10月 / ハヤカワ文庫JA 1996年4月）
- 『さらば長き眠り』（早川書房 1995年1月 / ハヤカワ文庫JA 2000年12月） - 文庫版のみ掌編「世紀末犯罪事情」を収録。
- 『愚か者死すべし』（早川書房 2004年11月 / ハヤカワ文庫JA 2007年12月）
- 『それまでの明日』（早川書房 2018年3月[10] / ハヤカワ文庫JA 2020年9月）

### 短編集
- 『天使たちの探偵』（早川書房 1990年4月 / ハヤカワ文庫JA 1997年3月 / 埼玉福祉会【大活字本】 2005年11月）
  - 収録作品：少年の見た男 / 子供を失った男 / 二四〇号室の男 / イニシャル"M"の男 / 歩道橋の男 / 選ばれる男 / 探偵志願の男（文庫版、大活字本のみ）

### エッセイ集
- 『ミステリオーソ』（早川書房 1995年6月）
  - 【増補分冊】『ミステリオーソ』（ハヤカワ文庫JA 2005年4月）
  - 【増補分冊】『ハードボイルド』（ハヤカワ文庫JA 2005年4月）

## 日本国外での翻訳

### 韓国
- 지금부터의 내일 (2021.02, 김영사(キムヨンサ)) - それまでの明日
- 그리고 밤은 되살아난다 (2008.11, 비채(ビチェ)) - そして夜は甦る
- 내가 죽인 소녀 (2009.06, 비채(ビチェ)) - 私が殺した少女
- 천사들의 탐정 (2016.04, 비채(ビチェ)) - 天使たちの探偵
- 안녕, 긴 잠이여 (2013.10, 비채(ビチェ)) - さらば長き眠り

### 台湾
- 暗夜的嘆息 （2006.08, 尖端文化） - そして夜は甦る
- 我殺了那個少女 （2006.11, 尖端文化） - 私が殺した少女

### フランス
- Nuit sur la ville（1994.11, Albin Michel / 2003.06, Philippe Picquier） - そして夜は甦る
- La Petite Fille que j'ai tuée (2019.6, Atelier Akatombo, traduction Saeko Takahashi et Dominique Sylvain) - 私が殺した少女